# Thierry Breton
Thierry Breton (Parigi, 15 gennaio 1955) è un manager e politico francese, commissario europeo per il mercato interno e i servizi della commissione von der Leyen I dal 2019 al 2024.
Durante la sua carriera di manager è stato presidente di Bull, quindi direttore generale prima di Thomson e poi di France Télécom. Dal 2005 al 2007, sotto la presidenza di Jacques Chirac, è stato ministro dell'economia nel governo de Villepin. Dopo aver insegnato brevemente presso la Harvard Business School, ha ripreso la carriera manageriale come presidente di Atos, dal 2009 al 2019.

## Biografia
Breton è nato nel 14° arrondissement di Parigi, figlio di un funzionario dell'agenzia responsabile dello sviluppo dell'energia nucleare. Ha completato i suoi studi di scuola media e superiore all'Ecole alsacienne di Parigi dal 1963 al 1972) e corsi di preparazione all'università al Lycée Louis-le-Grand. Si è laureato in ingegneria elettrica e informatica presso l'École Supérieure d'Électricité (Supélec, ora CentraleSupélec) nel 1979 e successivamente ha preso un master all'Institut des hautes études de défense nationalale (IHEDN).
Breton ha iniziato la carriera nel 1979 come professore di informatica e matematica al Lycée Français di New York come parte del suo servizio civile.. Nel 1981 ha creato Forma Systems, una società di analisi di sistemi e ingegneria del software di cui è diventato CEO fino al 1986.
Nel 1986 Breton è diventato consigliere del ministro francese dell'Istruzione e della Ricerca René Monory e ha progettato il parco a tema scientifico e tecnologico a cielo aperto Futuroscope Dal 1990 al 1993 è stato amministratore delegato di CGI Group, una società globale di informatica.

### Ministro delle Finanze (2005-2007)
Dopo essere stato già proposto due volte per succedere a Nicolas Sarkozy come ministro delle Finanze, Breton è stato nominato il 24 febbraio 2005, sostituendo Hervé Gaymard. All'epoca, era il quarto ministro delle finanze del paese in un solo anno.
Durante i suoi due anni e mezzo, Breton ha incentrato la sua politica economica sulla necessità di riformare le finanze pubbliche, in particolare per ridurre il debito. Nel giugno 2005 ha dichiarato che la Francia vive al di sopra dei suoi mezzi, un sentimento che riecheggia le parole del primo ministro Raymond Barre nel 1976. Dichiarò ai francesi che l'intera loro imposta sul reddito sarebbe servita solo a finanziare i pagamenti degli interessi sul debito nazionale. Un mese dopo ha istituito una commissione presieduta dal CEO di BNP Paribas, Michel Pébereau, con il compito di rompere lo schema del debito pubblico.
Ha stabilito il mantenimento del disavanzo pubblico al di sotto di un livello del 3% del PIL nel 2005 e nel 2006 come suo obiettivo primario. Alla fine del 2005 il disavanzo della Francia è sceso al 2,9% del PIL dopo tre anni consecutivi in cui ha superato la cifra del 3%. Nel 2006 il disavanzo pubblico è stato ulteriormente ridotto al 2,5% e il debito pubblico è sceso drasticamente al 63,9% del PIL. Per la prima volta dal 1995 il bilancio del paese si trovava in una situazione di avanzo primario. Allo stesso tempo, il PIL della Francia è aumentato del 2,1% nel 2006 rispetto all'1,7% nel 2005.
Nell'ottobre 2005 Breton ha proposto una legge sulla "modernizzazione dell'economia" che è stata votata nello stesso anno e ha cercato di dare priorità all'accesso delle PMI ai mercati finanziari, incoraggiare la ricerca e promuovere la partecipazione dei dipendenti ai risultati dell'azienda. In questa occasione si è anche pronunciato a favore della scritta dello status della Societas Europaea nella legislazione francese per consentire alle imprese di operare in tutta l'UE sulla base di un insieme unificato di regole finanziarie.
Allo stesso tempo ha guidato una riforma per la semplificazione fiscale che ha tentato di ridurre il numero di scaglioni fiscali da sette a quattro e ha messo in atto una dichiarazione precompilata delle entrate basata su Internet.
Durante questo periodo ha svelato il concetto di scudo fiscale, che avrebbe avviato nel 2006 a un livello del 60% ad eccezione dell'assicurazione sanitaria e del rimborso del debito sociale. Questo è stato ripreso da Sarkozy nel 2007 con un abbassamento del livello al 60% e l'inclusione dell'assicurazione sanitaria e del rimborso del debito sociale.
Breton voleva che la Francia fosse il primo paese a progredire nello sviluppo del suo patrimonio immateriale. Così nel marzo 2007 ha affidato a Maurice Lévy e Jean-Pierre Jouyet un rapporto sull'economia dell'immateriale con l'obiettivo di creare un'agenzia per valorizzare i beni immateriali dello stato (uso dell'immagine, marchi, ecc.). Questa agenzia, unica nel suo genere, è stata costituita il 23 aprile 2007. Questo patrimonio immateriale è stato registrato come 10 miliardi di euro di attività nel rapporto annuale dello stato nel 2010.
Nel febbraio 2007 il tasso di disoccupazione era all'8,4%, il punteggio più basso registrato dal giugno 1983.
Ha concluso il suo mandato il 15 maggio 2007 al termine del mandato quinquennale di Jacques Chirac. Il passaggio del potere a Jean-Louis Borloo, nominato Ministro dell'Economia dal neoeletto Presidente della Repubblica Francese Nicolas Sarkozy, è avvenuto l'indomani.

### Commissario europeo (2019-2024)
Nell'ottobre del 2019 è stato indicato come commissario europeo della Francia dal presidente Emmanuel Macron, in seguito alla bocciatura della precedente candidata Sylvie Goulard da parte del Parlamento europeo. Affidategli dalla presidente Ursula von der Leyen le deleghe al mercato interno e ai servizi, è entrato in carica come commissario il 1º dicembre 2019.
Il 16 settembre 2024 rassegna, con effetto immediato, le dimissioni da Commissario Europeo per il mercato interno e i servizi, in polemica con la rieletta Presidente Ursula von der Leyen. Nella lettera di dimissioni Breton accusa von der Leyen di aver chiesto al Presidente della Repubblica Francese Emmanuel Macron di ritirare la sua nomina per il mandato 2024-2029 nella Commissione von der Leyen II per ragioni personali. 

## Vita privata
Breton è sposato con la giornalista Nicole-Valerie Baroin dal 1982. Hanno una figlia e nipoti che vivono a Berlino. Breton parla un po' di tedesco.
Nel luglio 2019, due uomini che indossavano maschere da sci e guanti e brandivano pistole, hanno fatto irruzione nella casa parigina di Breton, lo hanno picchiato e rinchiuso insieme a sua moglie e al loro autista. I ladri se ne sono andati con un bracciale di diamanti del valore di 50.000 euro e diverse centinaia di euro in contanti.